# 617 Patroclus
A 617 Patroclus egy a Naprendszer kisbolygói közül, amit August Kopff fedezett fel 1906. október 17-én. A Jupiter pályáján keringő Trójai csoport tagja.